# 소가죽

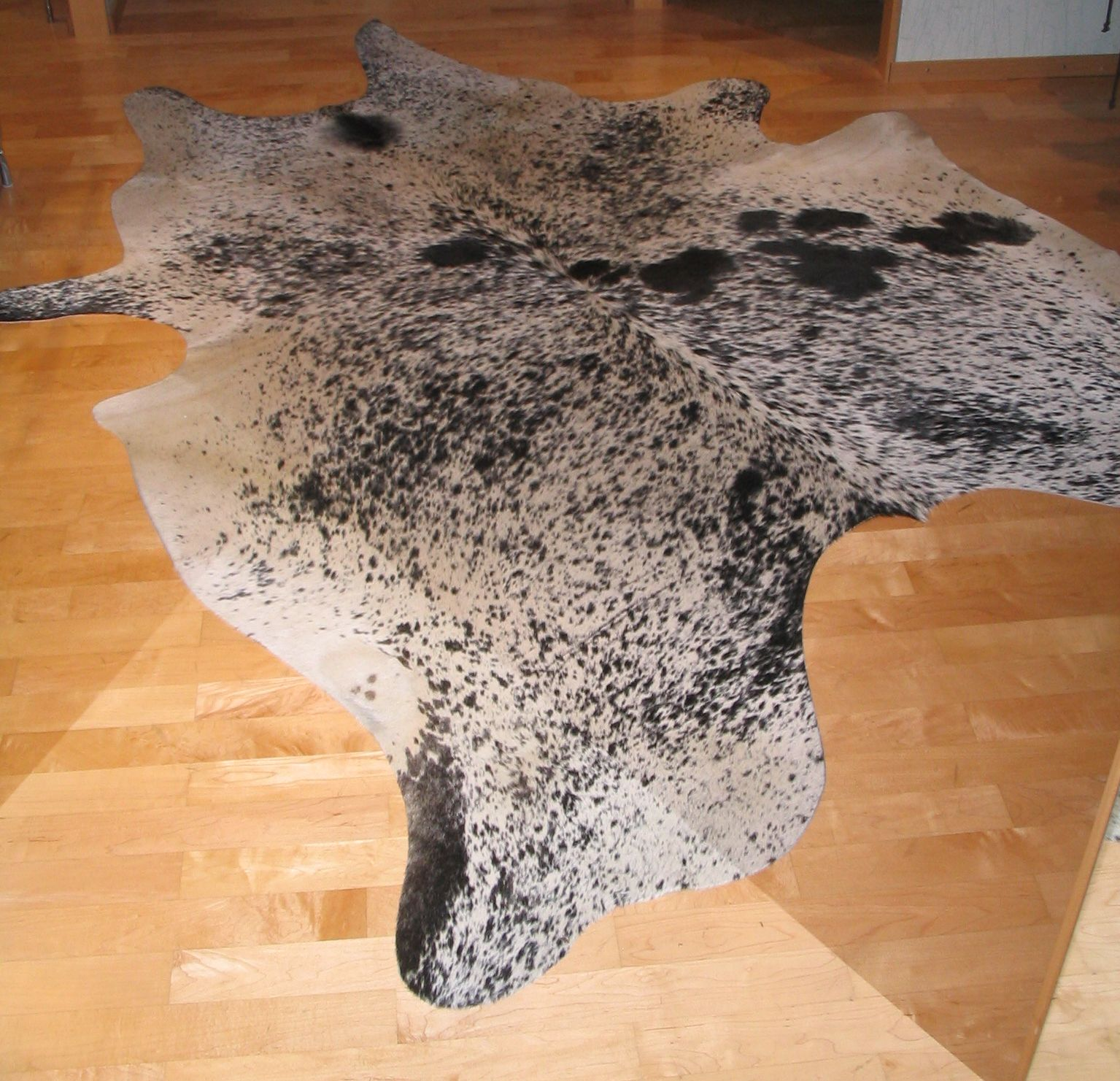
소가죽

소가죽은 소의 천연 가죽과 털을 말한다. 우피(牛皮)라고도 한다. 소가죽은 가축으로부터 얻은 식품 산업의 생산물이다. 주로 피혁으로 가공된다.
소가죽은 호랑이, 얼룩말과 같은 가죽 느낌이 나도록 물들일 수 있으나 물을 들이는 일은 저품질 소가죽에 한정된다. 최상의 품질의 소가죽은 소의 종에 기반을 둔 천연색 그대로이다.